# Epipactis veratrifolia
Epipactis veratrifolia är en orkidéart som beskrevs av Pierre Edmond Boissier och Rudolph Friedrich Hohenacker. Epipactis veratrifolia ingår i släktet knipprötter, och familjen orkidéer. Inga underarter finns listade i Catalogue of Life.

## Bildgalleri

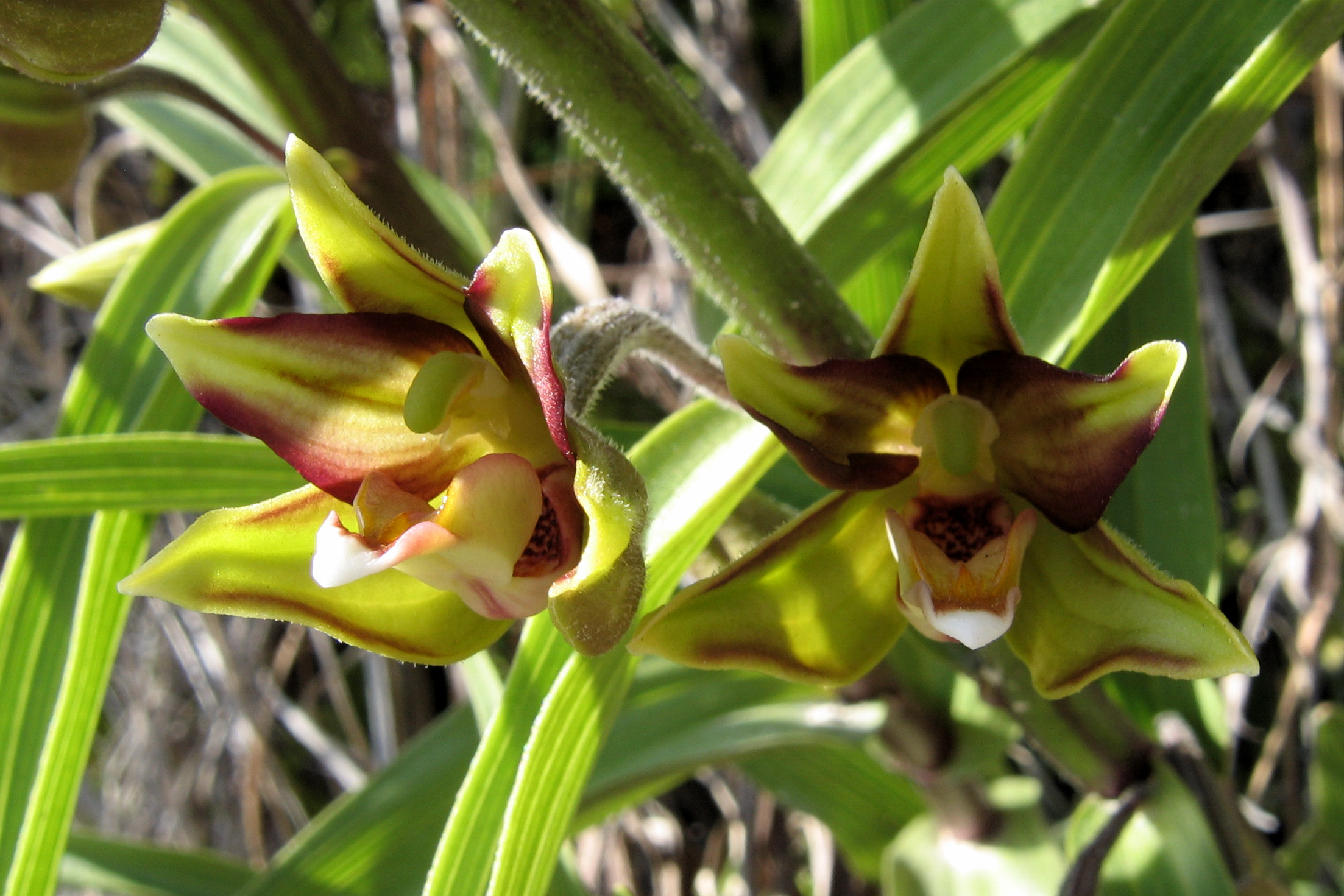